# Kap Waite
Das Kap Waite ist ein Kap an der Grenze zwischen Walgreen- und Eights-Küste des ostantarktischen Ellsworthlands. Es befindet sich am nordwestlichen Ende der King-Halbinsel und begrenzt südwestlich die Einfahrt zum Peacock-Sund bzw. nordwestlich diejenige zur Ferrero Bay.
Erfasst wurde es über Luftaufnahmen der United States Navy bei der Operation Highjump im Dezember 1946. Das Advisory Committee on Antarctic Names benannte es 1960 nach Amory Hooper Waite Jr. (1902–1985), einem Teilnehmer an der zweiten Antarktisexpedition (1933–1935) des US-amerikanischen Polarforschers Richard Evelyn Byrd, an der Fahrt auf dem Eisbrecher Atka im Jahr 1955 sowie an die Expedition der US Navy in die Bellingshausen-See (1959–1960).